# Убийство Габби Петито
30 августа 2021 года 22-летняя американская видеоблогер Габриэль Венора Петито была убита своим женихом Брайаном Кристофером Лондри во время их совместного путешествия на фургоне по Соединенным Штатам. Поездка должна была продлиться четыре месяца и началась 2 июля 2021 года, но Петито исчезла 27 августа.
После исчезновения Петито, Лондри вызвал подозрения, когда вел фургон из Вайоминга обратно в дом своих родителей во Флориде и отказался обсуждать ее местонахождение. Он был признан лицом, представляющим интерес по этому делу, из-за чего ему был выдан ордер на арест по обвинению в несанкционированном снятии средств с ее дебетовой карты. Он покинул свой дом 13 сентября и был объявлен пропавшим без вести четыре дня спустя.
19 сентября останки Габриэль были найдены в национальном лесу Бриджер-Титон в Вайоминге. Вскрытие показало, что она была убита тупыми травмами головы и шеи, а также удушением руками. После месяца предположений о местонахождении Брайана и длительного поиска в районе его дома, его останки скелета были обнаружены в экологическом парке Myakkahatchee Creek во Флориде 20 октября. Вскрытие 23 ноября подтвердило, что Лондри умер от огнестрельного ранения в голову, нанесенного самому себе, и ФБР позже объявило, что он признался в убийстве Петито в своем блокноте, который был найден рядом с его останками.
Дело привлекло широкое внимание из-за того, что пара документировала свои путешествия в социальных сетях, просочившихся видеозаписях с камеры полиции, записей вызовов экстренного вызова 911, показаний очевидцев, действий родителей Брайана Лондри и широкого освещения в СМИ.

## Личная жизнь
Габриэль Венора Петито (19 марта 1999 — 30 августа 2021) родилась и выросла в Блю-Пойнт, штат Нью-Йорк. У нее было шесть младших братьев и сестер, а также единокровных братьев и сестер. В 2013 году Петито и ее сводные братья снялись в музыкальном клипе, чтобы повысить осведомленность об американском насилии с применением огнестрельного оружия в ответ на стрельбу в начальной школе Сэнди Хук. В 2017 году она окончила среднюю школу Bayport-Blue Point в Бейпорте, штат Нью-Йорк, где познакомилась с Брайаном Кристофером Лондри. С сентября 2017 года по январь 2019 года она жила в Каролина-Бич, Северная Каролина, работая на кухне ресторана в соседнем Уилмингтоне. Она подала документы в колледж Cape Fear Community College, но не поступила.
Петито начал встречаться с Лондри в марте 2019 года и переехала к нему и его родителям в Норт-Порт, Флорида. Пара работала в Publix в Норт-Порте, где она была фармацевтом, а он — работал в продуктовом отделе. Они уволились с работы в начале пандемии COVID-19.
В конце 2019 и начале 2020 года пара отправилась в путешествие через всю страну из Нью-Йорка в Калифорнию. По пути они посетили Лас-Вегас, национальный парк Йосемити, пляж Пизмо и другие интересные места. В марте 2020 года Петито отпраздновала свой 21-й день рождения в Нокомисе, Флорида. Она и Лондри посетили Соп-Крик, Джорджия, в июне 2020 года, и в следующем месяце они обручились.
В декабре 2020 года Петито приобрела фургон Ford Transit Connect 2012 года, переделанный в кемпер, на котором пара собиралась отправиться в следующую поездку через всю страну. Чтобы накопить денег на поездку, она начала работать по 50 часов в неделю в Taco Bell и диетологом, в то время как Лондри устроился на работу в бар с органическими соками. Петито документировала свою жизнь и путешествия в социальных сетях, таких как YouTube и Instagram, где она описывала свои интересы как «искусство, йога и овощи».

## Исчезновение

### Поездка на автомобиле
17 июня 2021 года Петито и Лондри посетили ее родной Блю-Пойнт на выпускной церемонии ее брата. 2 июля 2021 года они покинули Блю-Пойнт на фургоне Ford Transit Connect и отправились в путешествие. Позже в том же месяце они посетили Монумент-Рокс, Национальный парк и заповедник Грейт-Сэнд-Дюнс, Национальный парк Зайон, Национальный парк Брайс-Каньон, Мистик-Хот-Спрингс и Национальный парк Каньонлендс.

### Инцидент, связанный с беспорядками в семье
12 августа 2021 года свидетель позвонил в 911, чтобы сообщить, что пара (позже идентифицированная как Лондри и Петито) дерется перед кооперативом Moonflower Community Cooperative в Моабе, штат Юта. Звонивший сказал, что они видели, как мужчина ударил женщину, после чего мужчина и женщина побежали вверх и вниз по тротуару, затем мужчина снова ударил женщину, прежде чем они вместе уехали. Другой свидетель описал инцидент полиции так, что Петито и Лондри разговаривали «агрессивно», и что Петито «била его по руке». Свидетель сказал, что, похоже, Лондри пытался оставить Петито и забрать с собой ее телефон. Прежде чем они вместе уехали, она села на водительское сиденье, пересела на пассажирское, чтобы он мог вести машину, и спросила его: «Почему ты такой злой?»

Сотрудники полицейского управления города Моаб идентифицировали фургон, хаотично двигавшийся около входа в национальный парк Арки, и остановили его. Они обнаружили Петито рыдающей на пассажирском сиденье, а на кадрах с полицейской камеры видно, что она затем сказала офицерам:
Да, я не знаю, бывают ли у меня действительно сильные обсессивно-компульсивные расстройства. Я просто убиралась и приводила себя в порядок, возвращаясь в… Я извинялась перед ним и говорила: «Мне жаль, что я такая злая», потому что иногда у меня бывают обсессивно-компульсивные расстройства, и иногда я могу сильно расстроиться. Не то чтобы я злая по отношению к нему. Я просто, я просто, у меня такое чувство, что у меня плохое настроение. И я просто говорила, что мне жаль, если у меня плохое настроение. Я просто… У меня было так много работы за компьютером сегодня утром. И я только что уволилась с работы, чтобы путешествовать по стране, и я пытаюсь начать блог. У меня есть блог. Поэтому я создала свой сайт. Я была очень напряжена, и он не верил, что я смогу что-либо из этого сделать, поэтому мы просто ссорились все утро, и он не пускал меня в машину.
Сначала Петито преуменьшала физическую стычку; после того, как офицер указал на следы на ее руке и лице и сказал ей «просто быть честной», она сказала, что Брайан «продолжал говорить ей, чтобы она заткнулась» и «схватила ее за лицо», что привело к травме.
Лондри сказал офицеру: "Я сказал, «Давайте просто сделаем передышку и никуда не пойдем, просто успокоимся на минутку». Она начала нервничать. А потом она схватила свой телефон и попыталась отобрать у меня ключи. Я просто пытался … Я знаю, что не должен был ее толкать. Я просто пытался оттолкнуть ее, чтобы сказать: «Давайте сделаем минутку, отойдем назад, подышим и посмотрим».
Габби сказала офицеру, что она первой ударила Лондри, и попросила офицеров не разнимать их. В своем отчете один из офицеров написал: «Ни на одном этапе моего расследования Габриэль не переставала плакать, тяжело дышать или составлять предложение, не вытирая слезы, не вытирая нос или не потирая колени руками. Мужчина пытался создать дистанцию, сказав Габби прогуляться, чтобы успокоиться. Она не хотела расставаться с мужчиной и начала бить его. Он схватил ее за лицо и оттолкнул назад, когда она надавила на него и фургон».
Ни Габриэль, ни Брайан не хотели выдвигать обвинения в результате инцидента, который полиция охарактеризовала как психическое расстройство, а не домашнее насилие, которое потребовало бы ареста. Полиция разлучила пару, организовав для Брайана ночевку в мотеле Bowen в Моаве, а для Габриэль остаться в фургоне.

### Последние сообщения о деятельности и наблюдениях
17 августа Лондри вылетел из Солт-Лейк-Сити в Тампу, Флорида, оставив Петито. По словам персонала, Петито провела несколько дней в отеле Fairfield Inn and Suites недалеко от международного аэропорта Солт-Лейк-Сити и выписалась 24 августа. Позже адвокат семьи Лондри объяснил, что он отправился в поездку, чтобы «приобрести некоторые вещи, опустошить и закрыть склад, чтобы сэкономить деньги, поскольку они подумывали о продлении поездки». Лондри вернулся 23 августа, чтобы присоединиться к Петито и продолжить поездку.
Мать Габриэль сказала, что в последний раз она разговаривала с дочерью 25 августа и ей сказали, что пара путешествует из Юты в национальные парки Гранд-Титон и Йеллоустоун. 25 августа в аккаунте Петито в Instagram был опубликован последний пост, который состоял из ее фотографий, сделанных на фоне фрески с бабочками возле ресторана в Огдене, штат Юта.
27 августа Петито и Лондри были засняты камерой видеонаблюдения в магазине Whole Foods в Джексоне, штат Вайоминг. Они прибыли на парковку в 14:11 и вошли в магазин в 14:14, прежде чем выйти в 14:30 и вернуться в фургон. Примерно через 20 минут сидения в фургоне они в конце концов уехали и в 14:56 выехали на шоссе 89, дорогу на север к лагерю национального леса Бриджер-Титон. Это были последние кадры с живыми Петито и Лондри.
В тот же день, с телефона Габби ее матери было отправлено сообщение со словами: «Вы можете помочь Стэну, я просто продолжаю получать его голосовые сообщения и пропущенные звонки». Сообщение вызвало беспокойство у матери Габриэль, которая сказала, что Стэн был дедушкой Петито и что она никогда не обращалась к нему по имени. Последнее сообщение, отправленное 30 августа, просто гласило: «нет связи в Йосемити». Ее мать выразила неуверенность в том, кто отправлял эти сообщения.
29 августа Лондри позвонил своей матери, и когда их разговор подошел к концу, его тон «полностью изменился». После этого отец Лондри перезвонил ему, и Лондри сказал ему, что «Гэбби ушла», и что ему может понадобиться адвокат.
1 сентября Брайан вернулся один в дом своих родителей в Норт-Порте на Ford Transit Connect. 6 и 7 сентября он и его родители отправились в поход в парк Форт-де-Сото в округе Пинеллас.

## Расследование

### Пропажа семьи без вести
11 сентября, не получив известий от Петито с конца августа, мать Габби подала заявление о пропаже человека. Четыре дня спустя Лондри был назван лицом, представляющим интерес. Его родители наняли адвоката и, следуя его совету, хранили молчание и отказались говорить с кем-либо о деле.
Полиция следила за домом Брайана и видела, как он уезжал 13 сентября. Два дня спустя они увидели, как вернулась его машина; полиция посчитала, что человек, который вышел из машины и вошел в дом, был Лондри. На следующий день начальник полиции Норт-Порта Тодд Гаррисон сказал репортерам: «Все, что я собираюсь сказать, это то, что мы знаем, где находится Брайан Лондри». 17 сентября Лондри был объявлен пропавшим без вести его родителями, которые утверждали, что не видели его с 13 сентября. Именно в это время полиция поняла, что они перепутали мать Лондри с самим Лондри 15 сентября.
После получения ордеров на обыск полиция изъяла Ford Transit Connect, внешний жесткий диск и Ford Mustang семьи Лондри из дома в Норт-Порте.

### Обнаружение останков Габриэль Петито
19 сентября останки человека, соответствующие описанию Петито, были найдены в кемпинге Spread Creek Dispersed Camping в Вайоминге, недалеко от того места, где ранее был замечен Ford Transit Connect. Ее личность была подтверждена, а вскрытие показало, что смерть наступила в результате убийства «тупыми травмами головы и шеи с удушением руками», которое произошло за три-четыре недели до обнаружения тела.

### Поиски Брайана Лондри и обнаружение останков
23 сентября Окружной суд США по округу Вайоминг выдал ордер на арест Лондри из-за его несанкционированного использования дебетовой карты Петито для получения 1000 долларов или более в период с 30 августа по 1 сентября. ФБР изъяло материал для сопоставления ДНК Лондри из его дома.
5 октября в интервью ABC News сестра Лондри призвала его сдаться властям. Два дня спустя отец Брайана присоединился к следователям в его поисках в заповеднике Т. Мабри Карлтон в округе Сарасота, штат Флорида, сосредоточившись на тех местах, которые он часто посещал в заповеднике, и на прилегающем экологическом парке Myakkahatchee Creek.
20 октября останки скелета Лондри (идентифицированные судебной стоматологией) и некоторые из его вещей были найдены в экологическом парке Мьяккахатчи-Крик, в районе, который недавно оказался под водой из-за наводнения. Причину его смерти не удалось определить с помощью вскрытия, и его останки были переданы судебному антропологу для дальнейшего изучения. 23 ноября было объявлено, что антрополог пришел к выводу, что Лондри умер от нанесенного самому себе огнестрельного ранения в голову.

### Признание Лондри
21 января 2022 года ФБР сообщило, что в записной книжке Лондри, найденной рядом с его останками, содержалась запись, в которой он признался в убийстве Петито и в том, что обманывал людей, отправляя им текстовые сообщения, что она все еще жива. Власти официально обвинили его в смерти Петито, и расследование было закрыто.
В июне 2022 года адвокат семьи Лондри опубликовал полную запись в записной книжке, в которой Лондри утверждает, что убил Габби после того, как она упала и поранилась: «Я покончил с ней жизнь. Я думал, что это милосердно, что она этого хотела, но теперь я вижу всю ошибку, которую я совершил». Записка заканчивается его планами самоубийства: «Я покончу с собой не из-за страха наказания, а потому, что не могу прожить и дня без нее». Однако эксперты утверждают, что рассказ Лондри не соответствует выводам следователей. Майкл Алькасар из Колледжа уголовного правосудия имени Джона Джея считал, что Брайан Лондри был «тем, кто не хотел признаваться в том, что он сделал», и «пытался найти оправдание своим действиям».

## Общественный интерес
Дело вызвало большой общественный интерес и освещение в новостях и социальных сетях, чем другие дела о пропавших без вести и убийствах. Этот повышенный интерес был обусловлен несколькими факторами, такими как отказ Лондри и его родителей комментировать местонахождение Петито, количество контента в социальных сетях, документирующего образ жизни пары, видеозапись остановки на дороге в Юте, аудиозапись звонка 911, видеопосты свидетелей, которые предоставили множество общедоступных доказательств, идея о том, что вовлеченными были молодая и привлекательная пара, чья романтическая поездка пошла не так, инциденты домашнего насилия в их отношениях, возросший интерес к поездкам по стране в фургоне из-за пандемии COVID-19, и общий возросший интерес к развлечениям, связанным с настоящими преступлениями, в десятилетие, предшествовавшее убийству Петито.
Было высказано предположение, что дело связано с убийствами Кайлен Шульте и Кристал Тернер, которые произошли в Моаве примерно в то же время, когда там были Лондри и Петито.
Участие общественности в деле включало свидетелей и других лиц, которые публиковали свои наблюдения и теории в социальных сетях, протестующих, требовавших ответов у дома Лондри, бдение со свечами в память о Петито в ее родном городе, и пожертвования в фонд Гэбби Петито, созданный ее родителями для поддержки поисков других пропавших без вести лиц. Повышенный интерес к поискам Лондри и Петито привел к обнаружению пяти тел других пропавших без вести лиц. Хотя некоторые сообщения в социальных сетях относительно дела были полезны для расследования, многие из них были охарактеризованы как бесчувственные, бесполезные, мотивированные потенциальной возможностью увеличения разоблачения или финансового вознаграждения или откровенной дезинформацией.
Большое количество освещения этого дела в СМИ было приведено некоторыми комментаторами в качестве примера синдрома пропавшей белой женщины, термина, используемого для описания непропорционального внимания новостных СМИ к делам о пропавших людях, в которых участвуют молодые, привлекательные, белые женщины или девушки из высшего среднего класса, в то время как дела, в которых участвуют лица, не соответствующие этому описанию, получают значительно меньше внимания. Несколько изданий сравнили дело Петито с примерно 710 коренными жителями, пропавшими без вести в том же месте или около него в период с 2011 по 2020 год, подчеркнув резкое неравенство в освещении в СМИ. Джозеф Петито, отец Габби Петито, изначально выражал дискомфорт по поводу этого термина, но позже признал неравенство, которое он подчеркивает. С тех пор он использовал свою платформу, чтобы выступать за большее внимание к делам о пропавших без вести людях, в которых участвуют маргинализированные группы, в частности, через такие проекты, как телесериал «Лица пропавших без вести» и Фонд Габби Петито.

## Судебные иски
17 ноября 2022 года иск о неправомерной смерти, поданный наследством Петито против наследства Лондри, привел к присуждению 3 миллионов долларов. Возмещение этой суммы было сомнительным из-за минимальных активов Лондри.
Родители Петито подали в суд на родителей Лондри и их адвоката Стива Бертолино, заявляя о боли и эмоциональном расстройстве, поскольку родители Лондри и их адвокат скрыли информацию о смерти Петито. Этот иск был урегулирован после посредничества 21 февраля 2024 года; условия не разглашаются.
В ноябре 2022 года родители Петито подали иск о неправомерной смерти на сумму 50 миллионов долларов против полицейского управления Моаба. Они внесли поправки в жалобу в 2023 году, включив в нее утверждения о том, что офицер Эрик Пратт признал, что знал, что Лондри представляет угрозу, но решил проигнорировать закон, и что департамент не соблюдал свой собственный протокол оценки летальности. 20 ноября 2024 года судья отклонил иск, сославшись на Закон о правительственном иммунитете штата Юта, который предусматривает суверенный иммунитет, хотя он признал, что дело соответствует раннему стандарту, предполагающему, что поведение офицеров могло способствовать ее смерти. Родители планируют обжаловать отклонение, утверждая, что Закон о правительственном иммунитете штата Юта является неконституционным.

## Популярность в СМИ
1 октября 2022 года Lifetime выпустила телевизионный фильм под названием «История Гэбби Петито» в рамках своей серии Ripped from the Headlines. Режиссером фильма выступила Тора Бирч, в главных ролях — Скайлер Сэмюэлс в роли Габриэль Петито, Эван Холл в роли Брайана Лондри и Бирч в роли матери Петито.
17 февраля 2025 года вышел документальный сериал Netflix об этом деле «Американское убийство: Габби Петито».